# Happy Days (serial telewizyjny)
Happy Days – amerykański serial telewizyjny, sitcom nadawany w latach 1974–1984 przez telewizję ABC.

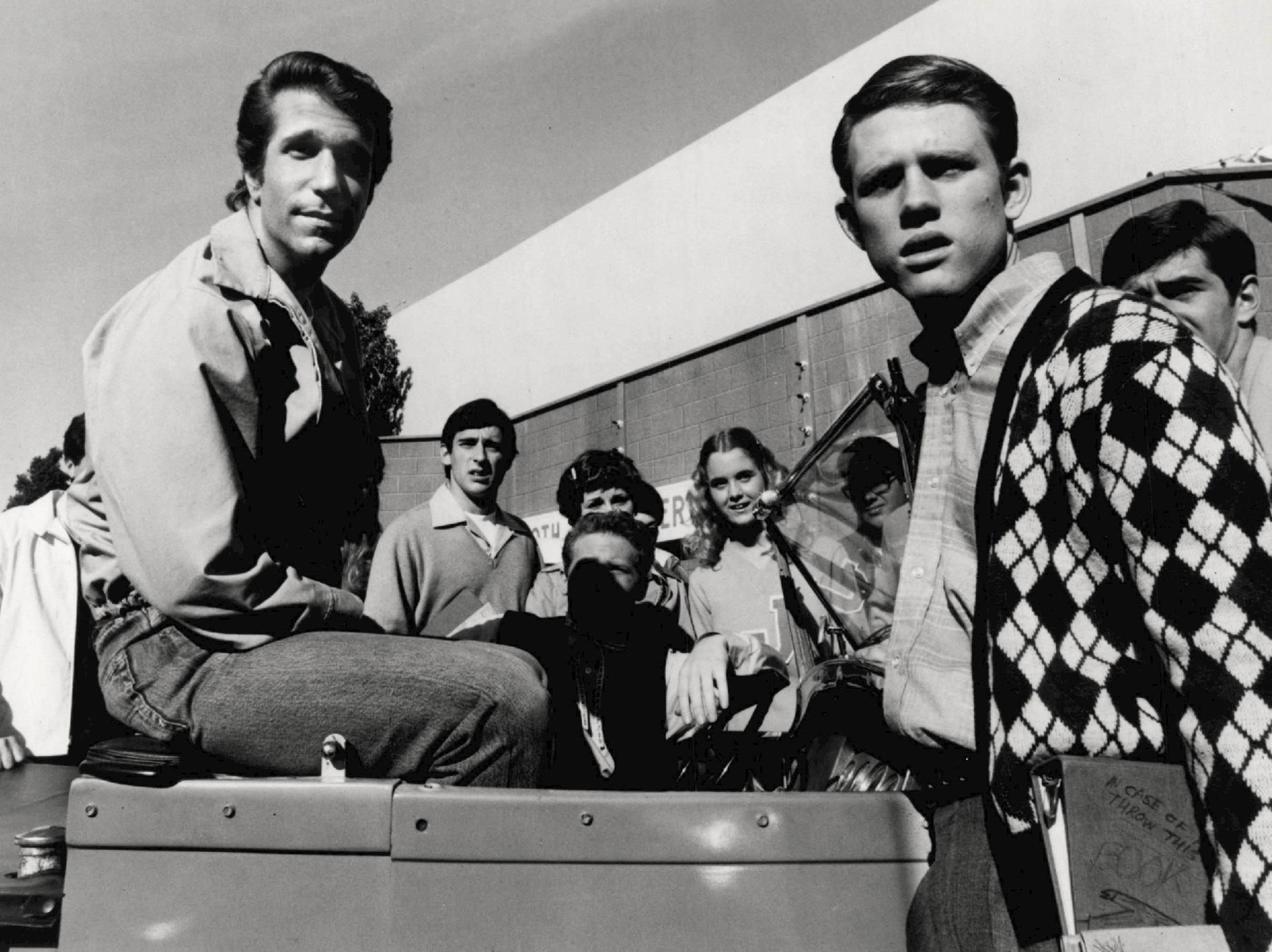
Henry Winkler, Don Most i Ron Howard w scenie z serialu

Twórcą serialu, liczącego 255 odcinków, był Garry Marshall. Głównymi bohaterami seriali byli Richie Cunningham i Arthur „Fonzie” Fonzarelli w których wcielali się odpowiednio Ron Howard i Henry Winkler. W stałej obsadzie serialu byli Marion Ross, Anson Williams i Tom Bosley. W rolach epizodycznych pojawiła się plejada amerykańskich aktorów.